# Парцханаканеви
Парцханаканеви (груз. ფარცხანაყანევი) — село в Грузії.
За даними перепису населення 2014 року в селі проживає 5090 осіб.